# Hypena rostralis
Espèce
Hypena rostralis, le Toupet, est une espèce de lépidoptères de la famille des Erebidae.